# Узбекистон (станція метро)
41°18′41″ пн. ш. 69°15′12″ сх. д. / 41.31139° пн. ш. 69.25333° сх. д.
«Узбекистон» (узб. O’zbekiston — «Узбекистан») — станція Узбекистонської лінії Ташкентського метрополітену. Розташована між станціями «Алішер Навої» і «Космонавтлар».

## Історія
Відкрита 8 грудня 1984 у складі дільниці «Алішер Навої» — «Тошкент» (перша черга будівництва лінії).

## Конструкція
Односклепінна станція мілкого закладення з однією прямою острівною платформою, має два підземних вестибюлі.

## Колійний розвиток
Станція не має колійного розвитку.

## Оздоблення
На станції розташовані світильники, які виготовлені зі скла і металу у формі розкритої коробочки бавовни. На стінах в емальованій кераміці зображена течія води, а стеля прикрашена різьбленням по ганчу. При оздоблені застосовані мармур, граніт, кераміка, ганч, метал, скло тощо.

## Пересадки
- Автобуси: 51, 103, 141